# Pavel Novotný (basketbalista)
Pavel Novotný (* 27. února 1979) je český basketbalista hrající Národní basketbalovou ligu za tým BK Ústí nad Labem. Hraje na pozici pivota.
Je vysoký 204 cm, váží 106 kg.

## Kariéra
- 1998 - 2005 : USK Praha
- 2005 - 2007 : BK Ústí nad Labem

## Statistiky
| Sezóna   | Soutěž      | Odehrané minuty | Průměr na zápas | Body | Průměr na zápas |
| -------- | ----------- | --------------- | --------------- | ---- | --------------- |
| 1998/99  | Mattoni NBL | 79.5            | 6.1             | 25   | 1.9             |
| 1999/00  | Mattoni NBL | 37.1            | 4.6             | 6    | 0.8             |
| 2000/01  | Mattoni NBL | 26.6            | 4.4             | 7    | 1.2             |
| 2001/02  | Mattoni NBL | 653.3           | 19.2            | 168  | 4.9             |
| 2002/03  | Mattoni NBL | 956.1           | 28.1            | 371  | 10.9            |
| 2003/04  | Mattoni NBL | 921.4           | 24.9            | 407  | 11.0            |
| 2004/05  | Mattoni NBL | 683.5           | 22.0            | 296  | 9.5             |
| 2005/06  | Mattoni NBL | 966.0           | 28.4            | 426  | 12.5            |
| 2006/07* | Mattoni NBL | 556.9           | 29.3            | 232  | 12.2            |

 *Rozehraná sezóna - údaje k 20.1.2007 